# 非戦闘従軍者

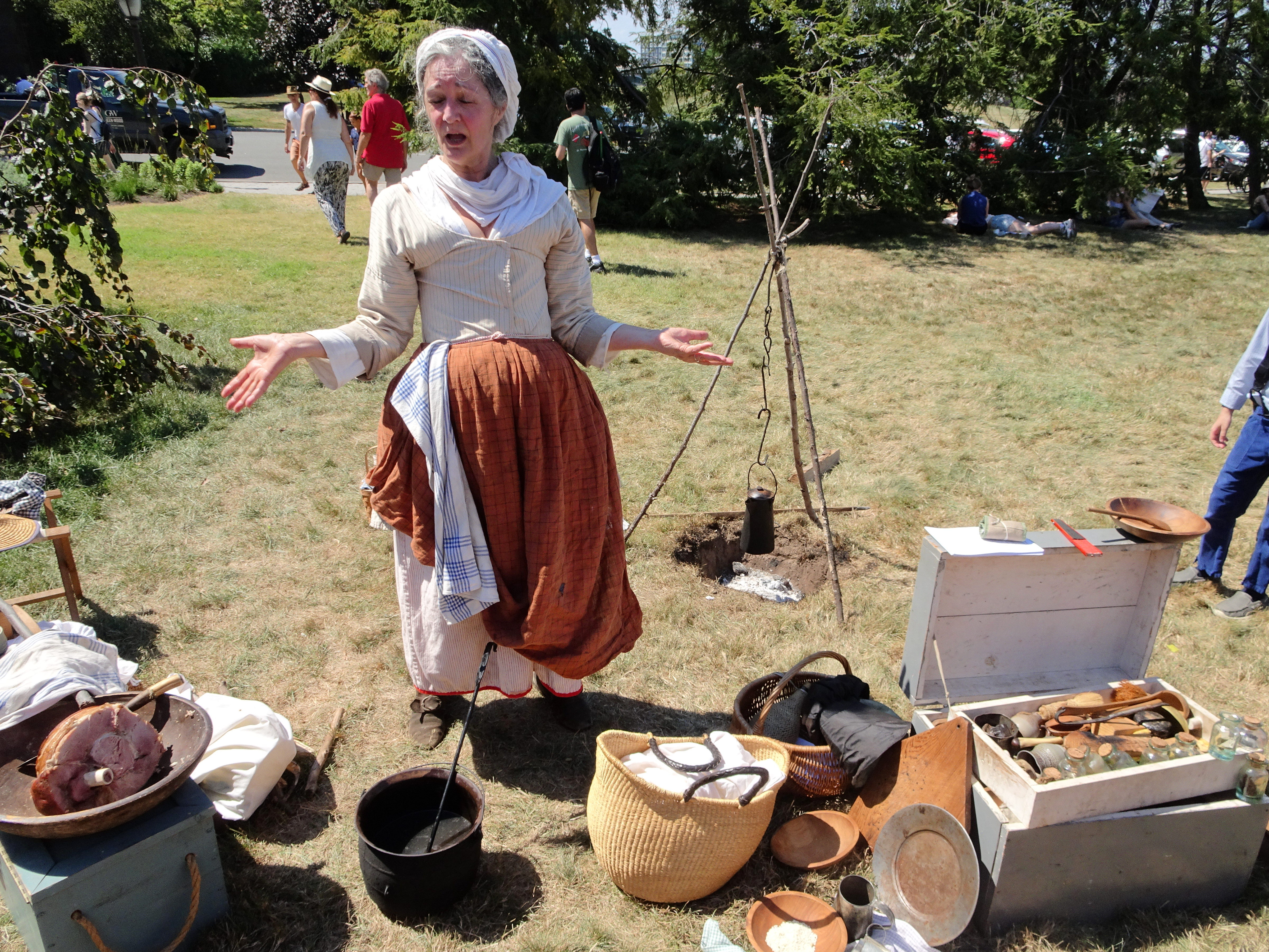
18世紀の非戦闘従軍者（再現）

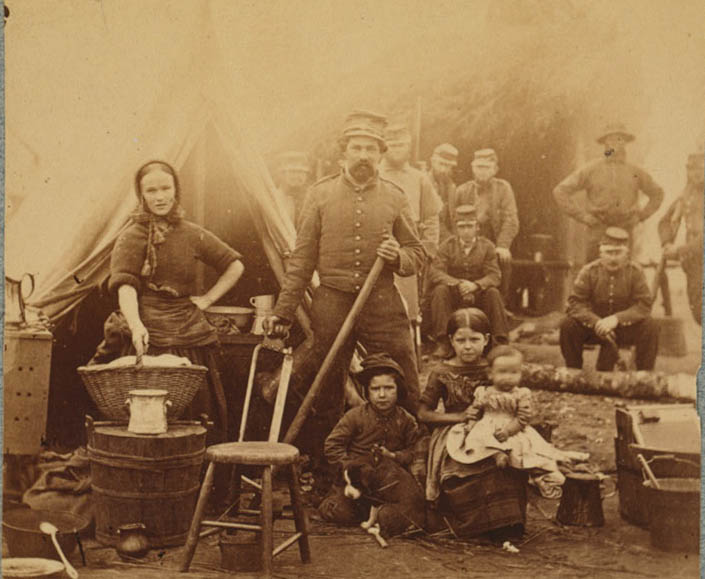
第31ペンシルベニア歩兵連隊の兵士と、非戦闘従軍者として帯同してきた妻、および3人の子。1862年の写真

非戦闘従軍者またはキャンプ・フォロワー (英語: Camp followers) は、軍隊に帯同する文民。大きく分けて、兵士の妻や子どもらの家族が軍隊と共に移動する場合と、非正規の軍事従事者として軍営に出入りする場合がある。後者については、軍隊が自力で調達を行わない物資の販売（食料や酒、装備を売る酒保商人など）、調理、洗濯、売春などを担っていた。

## 歴史
歴史上、組織的な戦争が始まってから19世紀に至るまで、ヨーロッパやアメリカの軍隊は非戦闘従軍者に大きく依存していた。非戦闘従軍者は食料の供給・提供や物資の輸送などを行い、正規の軍隊の構造を支えていた。幌馬車隊などを組んで帯同する非戦闘従軍者は、時には軍隊の兵数をも上回り、逆に兵站の問題を悪化させる場合もあった。非戦闘従軍者の存在は、軍隊にとって有益である一方で、兵站や防護面での課題を増やす欠点もあった。兵士の妻たちは洗濯、裁縫、看護などを行い、時には召使のようにふるまうこともあった。しかしこうした非戦闘従軍者についても、食料や衣服、移動手段を与え、敵から守る必要があった。戦闘後や行軍中には、非戦闘従軍者は死体漁りも行った。
19世紀半ば以降、正規軍の中で組織的な物資輸送や食料補給、看護などを行う部門が現れ、非戦闘従軍者はほとんどのヨーロッパの軍隊から姿を消した。しかしそれ以外の世界の大部分では、20世紀に入っても多くの国の軍隊において、歴史的事情や正規組織の欠如などから非戦闘員が帯同する光景が見られた。例えば1910年から1920年のメキシコ革命では、ソルダデラスと呼ばれる女性たちがザパティスタ、ビリスタ、合衆国軍のいずれの陣営にも参加しており、兵器の輸送などの伝統的な非戦闘従軍者の仕事をこなしたほか、戦闘に直接参加することもあった。

### アメリカ合衆国
アメリカ合衆国の軍事史上、特に独立戦争において、非戦闘従軍者は軍隊内の業務や物資輸送で重要な役割を果たした。また南北戦争でも、両陣営で非戦闘従軍者が活動していた。しかし独立戦争時と異なり、南北戦争時には妻子など兵士の家族としての非戦闘従軍者はかなり少なくなっていた。野戦病院や限定的な支援業務には女性もいたものの、その役割はかつての戦争と明らかに異なっていた。
現代においても、2001年に始まったアフガン戦争や2003年に始まったイラク戦争などでの戦闘地域では、広範囲にわたり民間人の業者が兵站補給で活躍している。ジャーナリストや歴史家たちの中には、こうした現象を歴史上のキャンプ・フォロワーになぞらえている。

## 芸術における描写
1939年にベルトルト・ブレヒトが発表した戯曲『肝っ玉おっ母とその子どもたち』は、三十年戦争 (1618年-1648年)期の非戦闘従軍者の家族を題材にしている。

## 著名な非戦闘従軍者
- ウェストミンスターのロング・メグ（英語版）